# Constantino Macroducas
Constantino Ducas (en griego: Κωνσταντίνος Δούκας; fallecido el 30 de mayo de 1185), llamado Macroducas (Μακροδούκας, «Ducas el Alto», probablemente un apodo) por Nicetas Coniata, fue un noble bizantino.

## Biografía
Aunque era una figura distinguida en el último período Comneno, es imposible establecer su origen familiar o sus vínculos con la dinastía de los Ducas del siglo XI. Aparece por primera vez en los registro alrededor de 1166, en la que ya tiene rango de sebasto y estaba relacionado con la dinastía reinante por su matrimonio con una hija del sebastocrátor Isaac Comneno y sobrina del emperador Manuel I Comneno. Macroducas luego aparece en 1170 y 1176, cuando acompañó el emperador Manuel I en sus campañas contra los turcos selyúcidas.
Bajo Andrónico I Comneno, Macroducas gozó inicialmente del favor del emperador, y ascendió  al rango de panipersebastos. Sin embargo, después de la rebelión del sobrino de Macroducas Isaac Comneno, quien se declaró emperador de Chipre, fue detenido junto con otros familiares del rebelde, acusado de traición y condenado el 30 de mayo a muerte por lapidación. Después de sobrevivir a la lapidación, fue arrastrado hacia Mangana, donde fue desmembrado.

## Matrimonio y descendencia
Constantino Macroducas se casó con Ana Comneno, hija de Isaac Comneno en 1166. Tuvieron al menos una hija, Zoe Ducas, que se casó con Juan Ducas.